# 阿爾傑什河畔阿爾貝什蒂德鄉
45°13′N 24°40′E / 45.217°N 24.667°E
阿爾傑什河畔阿爾貝什蒂德鄉（羅馬尼亞語：Comuna Albeștii de Argeș, Argeș），是羅馬尼亞的鄉份，位於該國中南部，由阿爾傑什縣負責管轄，面積43平方公里，海拔高度500米，2011年人口5,456，人口密度每平方公里11人。